# Khoutor

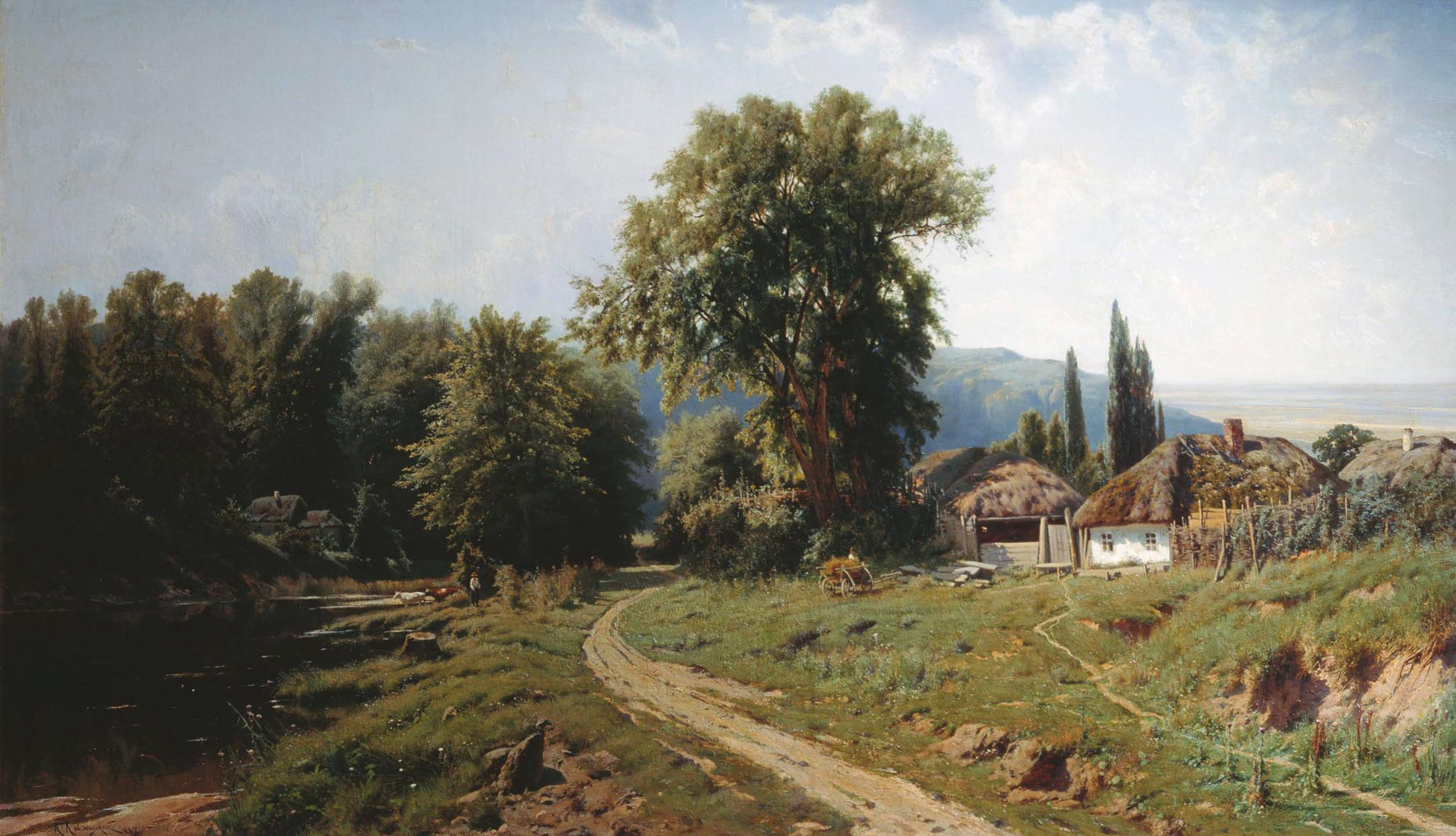
Khoutor en Petite Russie, de Constantin Kryjitski (1884)

Un khoutor (en ukrainien : хутiр, khoutir ; en russe : хутор, khoutor, en biélorusse : хутар, khoutar), est un mot d'origine ukrainienne désignant :
- un hameau de très petite taille regroupant généralement guère plus d'une douzaine de bâtiments d'une localité en Russie, en Biélorussie, en Ukraine, au Kazakhstan et en Estonie ;
- une ferme paysanne individuelle à gestion séparée.

Ce terme est aussi utilisé dans plusieurs autres pays d'Europe centrale et de l'Est, comme la Pologne.